# Побег из Могадишо
Побег из Могадишо (кор. 모가디슈, Mogadisyu) — южнокорейский драматический боевик 2021 года, снятый Рю Сын Ваном и в главных ролях Ким Юн Сок, Чо Ин Сон, Хо Джун Хо и Ким Со Чжин. Действие фильма основано на реальных событиях, происходивших во время гражданской войны в Сомали и попыток двух Корей быть принятыми в Организацию Объединенных Наций в конце 1980-х — начале 1990-х годов. В фильме показаны подробности опасной попытки побега, предпринятой сотрудниками посольств Северной и Южной Кореи, оказавшихся в затруднительном положении во время конфликта.
Предполагалось, что выпуск фильма будет стоить 24 миллиарда вонов, летом 2020 года, но его выпуск был отложен из-за возобновления пандемии COVID-19. Он был выпущен в кинотеатрах 28 июля 2021 года компанией Lotte Entertainment в формате IMAX. Он получил в целом положительные отзывы критиков, которые высоко оценили его боевые сцены, юмористический сюжет, режиссуру и яркую актёрскую игру.
По кассовым сборам фильм занял 5-е место в мировом прокате в первую неделю августа 2021 года согласно отчёту American Media Screen Daily от 11 августа. В течение 56 дней после выпуска фильм превысил 3,5 миллиона просмотров и стал первым корейским фильмом в 2021 году, который сделал это
. В настоящее время это самый кассовый фильм 2021 года в Южной Корее, с кассовым сбором 29,01 миллиона долларов США и 3,58 миллиона просмотров, согласно данным Корейского совета по кинематографии.

## Сюжет
Когда в 1991 году Могадишо, столица Сомали, разразилась гражданская война, сотрудники и семьи южнокорейского посольства оказались в ловушке без средств связи. Выходить на улицу означало столкнуться с градом пуль и снарядов. В такой ситуации однажды ночью сотрудники посольства Северной Кореи обратились к ним за помощью. Преследуя общую цель бежать из Могадишо, люди из обоих посольств предприняли смелую попытку добраться до аэропорта в хаотичной обстановке.

## В ролях
- Ким Юн Сок[англ.] — Хан Син Сон, посол Южной Кореи в Сомали[12]
- Чо Ин Сон — Кан Дэ Чжин, советник/офицер разведки АПНБ Южной Кореи[13]
- Хо Джун Хо[англ.] — Лим Ён Су, посол Северной Кореи в Сомали[12]
- Ку Гё Хван[англ.] — Тхэ Джун Ки, советник/разведчик МГБ Северной Кореи
- Ким Со Чжин[англ.] — Ким Мён Хи, жена посла Хана
- Джун Ман Сик[англ.] — Гон Су Чхоль, секретарь посла Хана
- Ким Джэ Хва[англ.] — Чо Су Чжин, одна из сотрудниц посла Хана
- Пак Кён Хе[англ.] — Пак Чи Ын, переводчик посла Хана
- Юн Кён Хо[англ.] — старший офицер АПНБ

## Производство
10 июня 2019 года Ким Юн Сок и Чо Ин Сон положительно подумали о появлении в фильме режиссёра Рю Сын Вана Побег из Могадишо. Это было первое появление актёров вместе, а также их первое появление в фильме Рю Сын Вана. Хо Джун Хо подтвердил своё появление в июне 2019 года.
Фильм был полностью снят в Марокко во второй половине 2019 года. Могадишо снимали в Африке около 4 месяцев с конца октября 2019 года до середины февраля 2020 года. Большая часть съёмок проходила в Эс-Сувейре, Марокко, а сцены президентского дворца снимались в Касабланке. Впервые за 24 года с момента выхода фильма «Иншалла» с Чой Мин Су и Ли Ён Э в главных ролях в 1997 году корейский фильм был снят в Африке, и это первый процесс так называемых съемок в любом месте. В среде, схожей с исламской культурой Сомали, стабильная безопасность и инфраструктура для съёмок рассматривались как причины для выбора места съёмок. Постпродакшн начался в мае 2020 года.

## Релиз
22 июля CJ CGV объявил, что с 28 июля 2021 года фильм будет показан во всех кинотеатрах, включая экраны IMAX, ScreenX, 4DX и 4DX. Это второй корейский фильм после остросюжетного фильма ужасов 2020 года Полуостров, который был показан одновременно во всех форматах в специальных кинотеатрах CGV.
Побег из Могадишо был приглашён на 20-й Нью-Йоркский фестиваль азиатского кино в качестве фильма-открытия фестиваля. Двухнедельный фестиваль проходил с 6 по 22 августа 2021 года в Нью-Йорке. Фильм был показан в Театре Уолтера Рида, фильм в Линкольн-центре 6 августа 2021 года.

## Отзывы

### Критика
На веб-сайте агрегатора обзоров Rotten Tomatoes, который классифицирует отзывы только как положительные или отрицательные, 95 % из 21 отзыва являются положительными, со средней оценкой 7,20/10.
Ким Чжи Ын, рецензирующий на Newsis, написал, что боевые сцены были захватывающими, а юмор, хотя и небольшим, выделялся. По его мнению, в фильме ярко переданы ужасы войны и эмоции персонажей, столкнувшихся с ней. Чжи Ын почувствовал, что экзотический пейзаж Марокко, место съёмок, сам по себе был главным героем фильма. В конце своего обзора он написал: «Это не легкое развлечение. Хотя на экране доминируют тяжёлый исторический фон и обстановка, внимание сосредоточено на том, какие переменные сдерживаемые эмоции, использующие реальность, будут влиять на кассовые сборы».
Ким Сон Хен, пишущий для YTN, высказал мнение, что режиссёр Рю Сын Ван воспроизвел гражданскую войну в Сомали 1990 года так, как если бы она происходила в 2021 году, и так хорошо изобразил напряжённую ситуацию, что зрители её прочувствовали. Упомянув сцену побега из центра города, Сон Хён сказала, что это было изюминкой фильма. Рецензент считал, что даже в напряжённых ситуациях юмор был уместен. Сон Хён отметила, что некоторые диалоги и действия персонажей и сомалийцев, казалось, содержат преднамеренные сообщения, но завершила обзор следующим образом: «Тем не менее, Побег из Могадишо предлагает интенсивное кинематографическое удовольствие, достаточное, чтобы компенсировать все это».
Ким Джи Вон из Ten Asia открыл обзор, написав: «Аудиовизуальное удовольствие и гуманизм, выходящий за рамки идеологии, должным образом гармонизированы… сцены действия содержат отчаянную психологию персонажей, принося одновременно развлечение и глубину». Она выразила мнение, что сцена побега была изюминкой фильма, поскольку сцена передала безнадежность персонажей, ужасы войны и запах пота. Она высоко оценила выступление ансамбля и написала: «…актеры второго плана сыграли свои роли на своих местах, завершив живую историю». Завершая свой обзор, Джи Вон написала: «В большинстве корейских фильмов, посвящённых межкорейским конфликтам, используется кодекс слез, но Побег из Могадишо производит приятное впечатление с драматическими и простыми выражениями, но без излишней эмоциональности».
Кэри Дарлинг, рецензируя фильм, оценил его на 4 из 5 звезд и высказал свое мнение: «[..] захватывающий и напряжённый боевик-триллер, в котором Рю Сын Ван справляется с талантом, умело инсценировав большие боевые сцены — например, финальное, нервное движение к потенциальному спасению — при этом не забывая о человеческих историях, лежащих в их основе…».
Роджер Мур, рецензирующий фильм, оценил его на 3,5 из 5 звёзд и написал, что перестрелки были не хуже, чем в Падении Чёрного ястреба Ридли Скотта, но борьба за побег была скорее человеческим, чем ярким. Ему понравились кульминационные сцены, в которых колонна машин двигалась под градом коктейлей Молотова и пуль, и в заключение он сказал: «Вы хотите отличного экшена? Откажитесь от фильмов по комиксам и прочтите несколько субтитров. Этим летом Побег из Могадишо находится в особой лиге.».
Ричард Койперс из Variety, высоко оценив сценарий и режиссуру Рю Сын Вана, сказал, что «энергичный и грамотно написанный южнокорейский приключенческий триллер» был направлен «энергично». Он также высоко оценил выступление ансамбля. Койперс, которому нравится кульминация погони за разбитыми автомобилями на улицах Могадишо, пришёл к выводу: «Даже если исход не вызывает сомнений, выполнение этого выживания действительно захватывающе».
Эван Досси из Midwest Film Journal написал, что персонажи фильма точно определены. Он похвалил сценарий Рю Сын Вана и сказал: «[он] следит за тем, чтобы конфликты выражались убедительными, хорошо проработанными персонажами». Досси заключил: «Побег из Могадишо — это напряжённый политический триллер, поэтому не ждите боевика. [….] вместо этого приготовьтесь к хорошо написанной истории о противоречивой политике, которая спрашивает, где должна закончиться национальность, чтобы человечество продолжало.»
Рецензент Паноса Коцатанасиса для HanCinema выделил три элемента режиссуры Рю Сын Вана в фильме. По его мнению, первой была характеристика, которая помогла актёрам показать достойную игру. Второй был экшеном, за который Коцатанасис похвалил кинематографию Чхве Ён Хвана, назвав его «исключительной кинематографией» и монтажом Ли Ган Хуэя. И третья — повествовательная, с юмором, «[..] которая появляется в самые неожиданные моменты, чтобы поднять настроение». Коцатанасис заканчивает обзор так: «Побег из Могадишо — отличный боевик, который также очень хорошо работает на контекстном уровне из-за множества включенных в него социально-политических элементов».
Анна Смит для Deadline написала, что Побег из Могадишо — увлекательный фильм, который напомнил ей о побеге из триллера Бена Аффлека «Арго» и французского военного фильма «Счастливого Рождества» Кристиана Кариона 2005 года. Смиту понравились декорации, персонажи и юмор в фильме, и она сказала: «Этот триллер, вдохновлённый естественным кинематографическим правдивым сюжетом, сочетает в себе действие с юмором и душой, создавая приятный для зрителей эффект».
Ли Джаттон из Film Inquiry, назвав юмор в фильме «огромным преимуществом», завершил обзор следующим образом: «Благодаря звездным выступлениям всех участников, особенно Ким и Хо, когда послы-соперники стали временными союзниками, легко стать полностью вовлеченным в блокбастер, как Побег из Могадишо.»
Карла Хэй из Culture Mix похвалила работу главных исполнителей в сценарии фильма: «Все главные актёры показывают отличную игру». По её мнению, в фильме было много душераздирающих, неопределённых и неожиданных ситуаций, доводящих фильм до кульминации. Карла завершила обзор, написав: «И это запоминающееся изображение того, что люди будут или не будут делать, чтобы сохранить патриотическую преданность, когда нужно принять решение не на жизнь, а на смерть».
Джеймс Марш, рецензирующий для South China Morning Post, оценил фильм на 3 из 5 звезд и сказал: «Рю, который специализируется на боевиках с тестостероном, хорошо использует свои пыльные и засушливые места, чтобы подчеркнуть подавляющее чувство опасности и уязвимости персонажей.»